# Assimilationnisme
L'assimilationnisme est un mouvement d'idées ayant pour objectif de faire disparaître tout particularisme culturel et d'imposer l'assimilation culturelle aux minorités d'un pays.
Elle a constitué le centre de la politique française d'intégration de la IIIe République jusqu'aux années 1970-1980. D'après Gilles Ferréol, en France : « Depuis les années 1980, la philosophie politique sous-jacente est celle de la citoyenneté (désormais élargie, plurielle et davantage active), le vieux modèle assimilationniste français étant de plus en plus questionné ».

## Histoire

### Apparition du concept
Le concept d’assimilation apparaît dans le débat public au XIXe siècle sur la question de la place des juifs dans la société française, non des étrangers, et « l’assimilation est présentée comme la réponse apportée à une « guerre des races » annoncée par les intellectuels antisémites ».
Alexis de Tocqueville lors de sa mission en Algérie, en 1840-1842, a eu pour objectif d’étudier les structures tribales algériennes afin de mesurer le degré d’assimilabilité de ces populations. Selon Thomas Lacroix, « les conclusions de la mission hantent encore aujourd’hui les débats sur l’intégration des étrangers : l’assimilabilité est d’abord en fonction du degré d’islamisation. Les tribus arabes, dépeintes comme profondément religieuses, mais aussi polygames, nomades et peu enclines au travail, sont considérées comme les plus éloignées du standard national ».
Selon Danièle Lochak, l'assimilation « suppose l’abandon de tout élément de la culture originelle de l’étranger qui doit se fondre dans la communauté d’adoption. Ce que ne sous-entend pas le terme d’intégration. La tendance assimilationniste est une constante de l’histoire de France, qu’il s’agisse du jacobinisme éradicateur des différences culturelles ou de la politique menée dans les colonies ».